# 聖マリア修道女会
聖マリア修道女会（O.D.N, 英語: Sisters of the Company of Mary, フランス語: Our Lady,Compagnie de Marie-Notre-Dame）はローマ・カトリック教会の女子修道会の一つ。1607年、フランスにおいてジャンヌ・ドゥ・レストナックにより創設された。修道会固有の目的は各人の個性を尊重した教育としている。この会の修道女はO.D.N.(ラテン語: Ordinis Dominae Nostrae) のイニシャルを名前の後ろに付ける形で用いる。

## 歴史
1556年ボルドーの名家においてジャンヌ・ドゥ・レストナックは生まれた。17歳の頃結婚し8人の子供を儲ける。24年の結婚生活を経て未亡人となった。わずかな期間をシトー会の修道女として過ごしたのち、必要とされるすべてのものへの対応、特に少女たちへの教育を見据えた大仕事として新しい形の共同体を模索するようになった。
1605年、ペストの流行によりボルドーは壊滅状態に陥る中、看護に尽力し、数人の若い女性たちが快く彼女に加わった。この期間、幾人かのイエズス会司祭との繋がりを通じイグナチオの霊性に親しむようになった。1607年パウロ5世より教育を専門とする修道会として承認を得る。限定的なものであったが、各修道院が自治を行うベネディクト会をモデルとした修道女たちの禁域制修道会として設立され、Compagnie de Notre-Dame と名付けられた。この共同体は、フランスにおいて初めての婦人教育の教会として公的な認定を得た。
1608年5月1日、ジャンヌ・ドゥ・レストナックと賛同者たちはこの新しい修道会の修道服を拝領した。翌年、フランス国王アンリ4世よりフランス王国内に展開する許可を得る。1610年12月10日、5人の修道女は修練院での修練期と誓願を終えると、修道会は最初の少女のための学校をボルドーに設立した。
彼女たちの修道院は市街地にイエズス会学校によって提供される傾向が見られる。修道院はベジエ、ポワチエおよびル・ピュイ(1618年)、ペリグー(1620年)、アジャン(1620年)、ラ・フレーシュおよびリオン(1622年)と次々と設立され、1640年にジャンヌ・ドゥ・レストナックが84歳で死去した時点でフランス国内に30の修道院が存在した。
歴史的には Les Filles de Notre-Dame や Sisters of Notre-Dame of Bordeaux としても知られている。

## 発展
ジャンヌ・ドゥ・レストナックの死より10年後の1650年、修道女たちによりバルセロナにおいて学校が設立された。修道会のフランス国外における最初の修道院であった。18世紀中には、修道会はスペインとスペイン植民地であったラテンアメリカで発展した。しかしながらフランス革命中、フランスにいた修道女たちは散り散りとなってしまい、彼女たちのうち何人かは処刑されている。フランスを捨てた人々の内の信仰深い人々によりベルギー、オランダ、イタリア、メキシコ、カリフォルニアに新たな共同体が設立された。

## 刷新
1920年、修道会に属する90のうち63の修道院が観想的修道生活を捨て、創設者の想いを守り続けるため活動的修道会として1つに統合する決議を行った。修道女たちはイグナチオ・デ・ロヨラによって設立されたイエズス会 (Company of Jesus) に倣い、その名を the Order of Mary より Company of Mary へと改めた。この変更はベネディクト15世により承認された。翌年、修道会の修道院を統合する総母院がローマに設立された。第2バチカン公会議の結果を受けたカノン法の変更後、様々な独立系修道院はこの修道会に合流することとなった。
聖マリア修道女会は聖マリアの奉献の日（11月21日）を伝統的に記念日としている。

## アジアでの活動
創立者であるジャンヌ・ドゥ・レストナックの列聖後10年目にあたる1959年、スペインのマリア・アスンシオン・サントスの尽力により2人のスペイン人修道女が来日した。1960年、日本において初めての聖マリア修道女会の修道院が設立された。1962年に学生寮、1966年および1967年に2つの幼稚園を設立することとなった。活動範囲は広まり、1981年にはフィリピンに3人の修道女を派遣した。のちにはフィリピンにおいて修道院、修練所などを設立している。

## 現在
2007年現在では、400を超える機関で約1,500人を超える修道女が26の国々に渡り活動を行っている。活動範囲は保育園から大学、病院など。